# Píseň bohatýrská
Píseň bohatýrská, op. 111, B. 199, též Hrdinská píseň pro orchestr, případně německy Heldenlied, je symfonická báseň Antonína Dvořáka pro symfonický orchestr, kterou složil v době od 4. srpna do 25. října 1897.

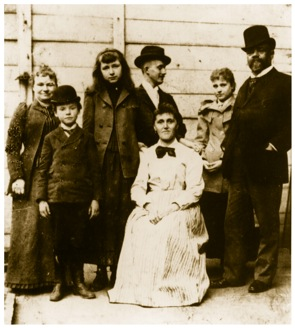
Antonín Dvořák (vpravo) s přáteli a rodinou v New Yorku v roce 1893, čtyři roky před zkomponováním Písně bohatýrské

Premiéru měla ve Vídni 4. prosince 1898 s Vídeňskou filharmonii, kterou řídil Gustav Mahler. Skladba později vyšla tiskem v Berlíně v roce 1899.
Na rozdíl od jiných Dvořákových symfonických básní není toto dílo založeno na konkrétním textu a mohlo být zamýšleno jako autobiografické. Skladba je převážně energická a triumfální, ale obsahuje i pomalejší část obsahující pohřební pochod.
Provedení skladby obvykle trvá přibližně 22 minut.

## Instrumentace
Instrumentace symfonické básně je poněkud prostší, než většina Dvořákových orchestrálních děl. Autor využívá neobvyklých perkusí a nestandardní obsazení dřevěných dechových nástrojů. V této skladbě se autor nesnažil vylíčit příběh, nýbrž zobrazit dvě protikladné nálady: zoufalství (v části lacrimosa) a triumf.
Skladba je psána pro orchestr o obsazení:
- dvě flétny
- dva hoboje
- dva klarinety
- dva fagoty
- čtyři lesní rohy
- dvě trubky
- tři pozouny
- jedna tuba
- smyčce
- tympány
- basový buben
- činely
- triangl[3]

## Historie
Píseň bohatýrská byla Dvořákovým posledním orchestrálním dílem a závěrečnou z jeho pěti symfonických básní (dalšími jsou Vodník, Polednice, Zlatý kolovrat a Holoubek, op. 107–110). Je to také poslední čistě instrumentální skladba, neboť po jejím dokončení se věnoval vokální a operní tvorbě.
Na díle začal pracovat 4. srpna 1897, ihned po revizi třetího jednání své opery Jakobín. Dílo bylo dokončeno za tři měsíce, během nichž Dvořák bydlel na letním sídle ve Vysoké u Příbrami a pobýval na zámku mecenáše Josefa Hlávky v Lužanech. Dílo bylo dokončeno 25. října téhož roku a vyšlo v roce 1899 u Fritze Simrocka v Berlíně. Symfonická báseň shodou okolností předjímala podobnou báseň Ein Heldenleben (Život hrdiny) Richarda Strausse, která vznikla o rok později. Dvořák totiž původně zamýšlel dílo pojmenovat A Hero's Life, což navrhl jeho žák Vítězslav Novák.
Dílo mělo premiéru ve Vídni 4. prosince 1898, kdy Vídeňskou filharmonii řídil Gustav Mahler, Dvořákův přítel a příznivec. Mahler Dvořákovi před premiérou napsal: "Právě se mi dostalo do rukou tvé druhé dílo 'Píseň bohatýrská' a stejně jako Holoubek mne zcela okouzlilo." Dvořák byl na premiéře přítomen a plánoval ji sám dirigovat s Berlínskou filharmonií 14. listopadu 1899, ale své plány zrušil pro náhlé nervové zhroucení. Dvořák to popsal slovy: "Byl jsem tak indisponován, že jsem musel s manželkou opustit Berlín, aniž bych Simrocka viděl." Skladba byla provedena předchozího dne pod vedením Arthura Nikische a později v říjnu a listopadu 1899 také v Londýně, Hamburku, Bostonu a Lipsku. Dvořák nakonec svou skladbu osobně dirigovat v Budapešti v prosinci téhož roku.